# Ciro Sbailò
Ciro Sbailò (Ottaviano, 29 febbraio 1960) è un costituzionalista e filosofo italiano.

## Biografia
È professore ordinario di Diritto pubblico comparato all’Università degli Studi Internazionali di Roma, dove presiede la Facoltà di Scienze della politica e delle dinamiche psico-sociali. Di formazione filosofica, intraprende gli studi giuridici su suggerimento di Luigi Pareyson, alla fine degli Anni Ottanta.
Dopo avere collaborato alla cattedra di Diritti dell'Uomo e alla Cattedra di Storia delle Codificazioni moderne della Luiss con Paolo Ungari, su consiglio di quest'ultimo, si interessa alle costituzioni dei paesi islamici. Inizia, così, tra la fine degli anni Novanta e i primi del Duemila, ad approfondire lo studio della cultura islamica, evidenziandone gli aspetti più rilevanti per la dottrina giuspubblicistica, e sviluppa, allo stesso tempo, una linea di ricerca sui fondamenti del diritto costituzionale, con particolare riferimento ai temi della sicurezza e della società multietnica.
Dal 2006 al 2016 ha insegnato Diritto pubblico comparato all’Università Kore di Enna, dove ha diretto il Corso di laurea in Scienze della difesa e della sicurezza e ha fondato il centro studi SKAI-Studi Kore del costituzionalismo arabo e islamico.
Ha curato la traduzione dall’arabo della Costituzione egiziana del 2012, traduzione non pubblicata poiché abrogata prima della pubblicazione del lavoro, e di quella del 2014.
Nel 2017 si è trasferito alla UNINT dove insegna Diritto pubblico comparato ed è Preside della Facoltà di Scienze della Politica e delle Dinamiche Psico-Sociali.

## Attività scientifica
La sua produzione scientifica in ambito giuridico muove dallo studio della struttura critica del costituzionalismo occidentale, la cui dinamicità e resilienza sono dovute alle sue stesse aporie. In questa chiave viene riletta l’esperienza della Repubblica di Weimar e vengono analizzati successivamente i problemi di sicurezza tipici delle democrazie contemporanee, quali le strategie politiche-anti-occidentali, l’eversione diffusa urbana e internazionale, il cyber-terrorismo e le guerre ibride. Sostiene la necessità di un rafforzamento dell’Esecutivo accompagnato da una riqualificazione della funzione parlamentare e delle Seconde Camerehttps://www.forumcostituzionale.it/wordpress/images/stories/pdf/documenti%20forum/autorecensioni/0029%20sbailo.pdf, per questo ha criticato il taglio dei parlamentari, che ha creato un vulnus nella rappresentanza.
È stato tra i primi costituzionalisti europei a richiamare l'attenzione della comunità scientifica e del Parlamento sulle implicazioni di medio e lungo termine della Primavera araba, rispettivamente, per la teoria giuridica e per gli interessi dell’UE. In sede di audizione parlamentare si è espresso contro l’obbligatorietà delle intese tra lo Stato e la Comunità islamica, ritenendolo un problema afferente alla discrezionalità politica e non alla sfera della libertà religiosa. Negli ultimi anni si è avvicinato al pensiero di Emanuele Severino, il cui studio ritiene necessario da parte dei giuristi, per la riqualificazione del loro ruolo nello spazio pubblico europeo.
È un sostenitore della difesa europea e dello sviluppo di strutture politiche e legali al fine di affrontare le nuove sfide geopolitiche dell'Europa.

## Altre attività
Negli anni 90 è capo redattore di “Quaderni Radicali” e giornalista dell’"Avanti!".
Nel 1996 è portavoce del ministro Alfredo Biondi.
Fino al 2009 è membro laico del Consiglio giudiziario presso la Corte d’Appello di Caltanissetta.
Nel 2009 diventa consulente del Comitato parlamentare di controllo sull’attuazione e il funzionamento della Convenzione di applicazione dell’Accordo di Schengen e di vigilanza sull’attività dell’unità nazionale Europol.
Nell’agosto del 2016 viene nominato, insieme ad altre personalità del mondo accademico e della comunicazione, membro della Commissione sullo stato attuale del fenomeno della radicalizzazione e dell’estremismo jihadista in Italia, istituita presso la Presidenza del Consiglio dei ministri.
Dal 2021 è membro del Comitato scientifico della Fondazione Med-Or.
Nell’anno accademico 2020/2021 fonda il Centro di ricerca di geopolitica e diritto comparato (GEODI).

## Controversie
Nel 2006 è incluso in una lunga lista di nomi fatti da Mario Pirani, in un articolo sul baronaggio delle cattedre: infatti, il giornalista insinua che la cattedra e la nomina di professore associato di diritto pubblico all'Università Kore di Enna sia da attribuirsi al fatto che l'interessato è stato a lungo giornalista dell’“Avanti!”.. Tuttavia, non sono mai state avanzate obiezioni sulla regolarità della procedura concorsuale.
Nel 2012 il suo nome viene fatto in un servizio giornalistico sul "Tesoro delle Consulenze" in quanto avrebbe ricevuto un significativo compenso per una consulenza in materia economico-finanziaria-contabile richieste dal Ministero dell’Economia, allora guidato dal Ministro Tremonti.

## Opere
- EUROPE’S CALL TO ARMS. Philosophical Roots and Public Law Profiles of the Confrontation with the Monster of the 21st Century: Westernization without Democratization, Nomos (2023). ISBN 978-3-7560-0527-7
- Diritto pubblico dell'Islam Mediterraneo. Linee evolutive degli ordinamenti nordafricani contemporanei: Marocco, Algeria, Tunisia, Libia, Egitto, seconda edizione riveduta e ampliata, CEDAM-WOLTERS KLUWER (2022). ISBN 9788813380274
- Difesa europea. La posta in gioco, Unint University Press (2022). ISBN 1281079014
- Democrazia in emergenza. Perché viviamo in un perenne stato d'eccezione, Paesi Edizioni (2021). ISBN 979-1280159557
- Dall'11 settembre all'emergenza Covid-19: sicurezza nell'età della bebelarchia (2001-2021), Editoriale Scientifica (2021). ISBN 1259760448
- Sul sentiero della notte – La πόλις – Introduzione alle imminenti sfide del diritto pubblico, Ed. PACINI EDITORE SPA (2020).  ISBN 978-8833792422
- I Diritti di Dio. Le Cinque sfide dell'Islam all'Occidente, Ed. Libreria universitaria (2017); ISBN 978-8862927680;
- Diritto pubblico dell’Islam mediterraneo. Linee evolutive degli ordinamenti nordafricani contemporanei: Marocco, Algeria, Tunisia, Libia, Egitto. Ed. CEDAM (2015). ISBN 978-8813357061;
- Diritto pubblico dell’Islam mediterraneo. Linee evolutive degli ordinamenti nordafricani contemporanei: Marocco, Algeria, Tunisia, Libia, Egitto. Seconda edizione riveduta e ampliata. Ed. CEDAM (2022). ISBN 978-8813380274;
- Principi sciaratici e organizzazione dello spazio pubblico nel mondo islamico. Il caso egiziano. Ed. CEDAM (2012). ISBN 978-8813315726;
- Giustizia e costituzione. Note sulla transizione italiana, Ed. Euno (2011). ISBN 978-8897085706;
- Il governo della Mezzaluna. Saggi sul diritto islamico. Ed. Euno (2010). ISBN 978-8897085010;
- La rappresentanza mite. Le Seconde Camere e il futuro della democrazia parlamentare. Ed. Kore University Press (2009). ISBN 978-8881374151
- Weimar. Un laboratorio per il costituzionalismo europeo. Scienza giuridica e crisi dei valori occidentali. Ed. Kore University Press (2007). ISBN 978-8881372829